# Villeneuve (Ain)
Villeneuve is een gemeente in het Franse departement Ain (regio Auvergne-Rhône-Alpes). De gemeente telde 1.603 inwoners op 1 januari 2022.

## Geografie
De oppervlakte van Villeneuve bedroeg op 1 januari 2022 26,79 vierkante kilometer; de bevolkingsdichtheid was toen 59,8 inwoners per km².
De onderstaande kaart toont de ligging van Villeneuve met de belangrijkste infrastructuur en aangrenzende gemeenten.

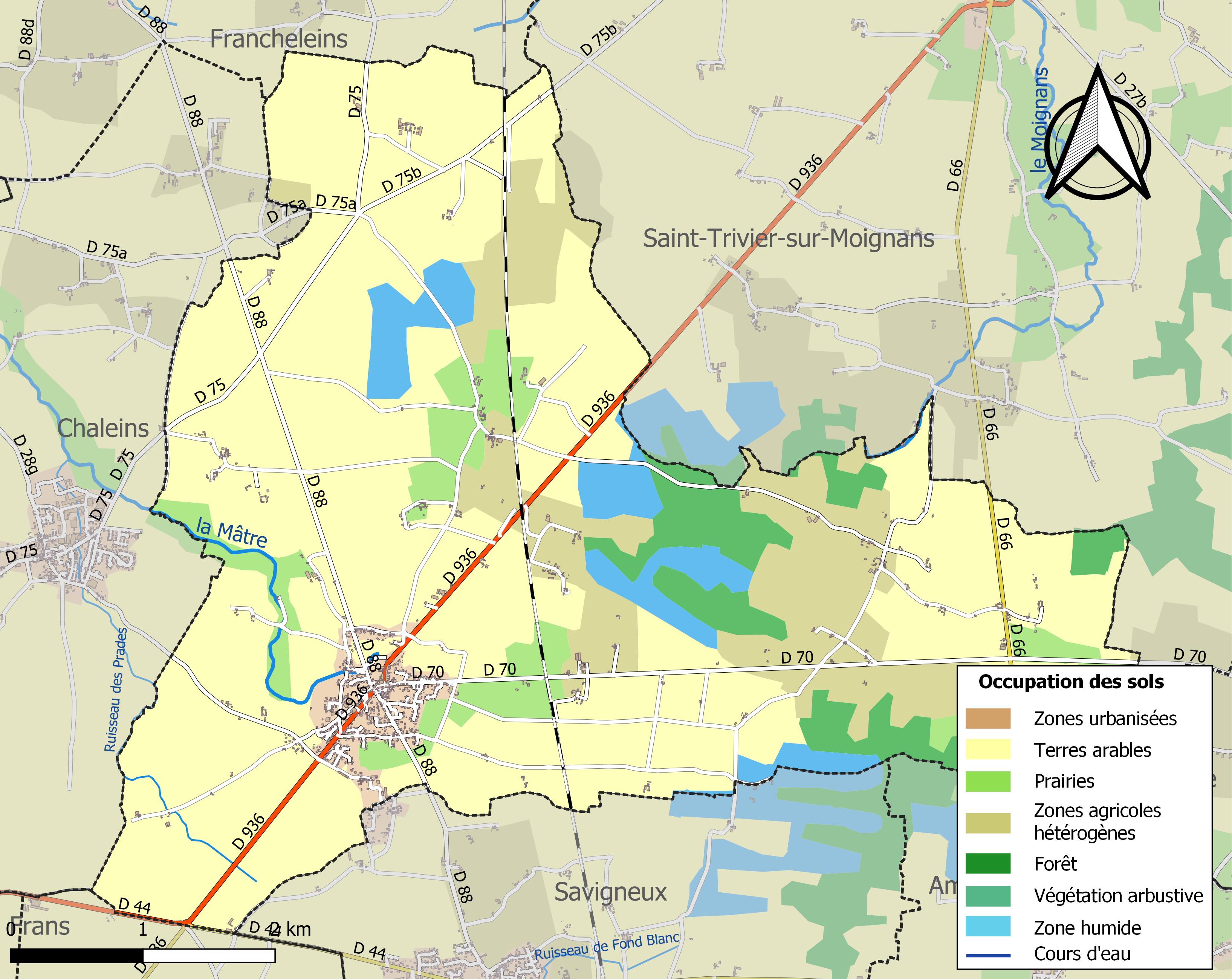

## Demografie
Onderstaande figuur toont het verloop van het inwoneraantal van Villeneuve vanaf 1962.
Vanwege een beveiligingsprobleem met de MediaWiki Graph-software is het momenteel niet mogelijk deze grafiek weer te geven. Zodra de software is bijgewerkt zal de grafiek vanzelf weer zichtbaar worden.